# Ігельстром Костянтин Густавович
Ігельстром Костянтин Густавович (Євстахійович) (8 (19) травня 1799, Шумськ Кременецького повіту Волинської губернії — 13 (25) листопада 1851) — член таємного Товариства військових друзів у Росії, капітан Литовського пионерного (саперного) батальйону.

## Біографія
Походить із сім'ї генерал-майора, командира 2-ї бригади Литовської уланської дивізії Густава (Євстафій) Густавовича Ігельстрома. Виховувався в першому кадетському корпусі, звідки випущений прапорщиком у Перший піонерний батальйон у 1816 році. Переведений у Литовський піонерний батальйон — 30 червня 1823 року, капітан — 28 лютого 1825 року.
Член таємного Товариства військових друзів, яке за своєю ідеологією було близьким до декабристів. У грудні 1825 року намагався підняти повстання у військах Окремого литовського корпусу. 24 грудня роти повинні були присягнути Миколі I. Ігельстром умовляв офіцерів і солдатів піонерного батальну, а також Самогитського гренадерського полку і Білостоцького піхотного полку не присягати Миколі I, а присягати Костянтину Павловичу.
Заарештований 27 грудня 1825 року разом із Вегеліним, утримувався у Білостоці. У квітні 1827 року військовим судом засуджений до смертної кари через повішення, по найвищій конфірмації 15 квітня 1827 року після позбавлення чинів і дворянства засуджений до каторжних робіт терміном на 10 років з подальшим поселенням у Сибіру. Вирок приведений у виконання в Бранську — 20 травня 1827 року.
У 1828—1832 роках відбував каторгу в Читинському острозі і Петровському Заводі разом з декабристами. У 1836 році височайше дозволено поступити на службу в Окремий кавказький корпус рядовим. Зараховано піонером 2 класу в Кавказький саперний батальйон у травні 1835 року, де служив до 1843 року і був звільнений у відставку в чині поручика. Перебував під секретним наглядом поліції за місцем проживання в Гродненській або Харківській губернії із забороною в'їзду в Санкт-Петербург і Москву. Жив у станиці Каменської та був керуючим Донецькими питущими зборами.
З травня 1847 року — чиновник особливих доручень із берегового нагляду Таганрозького митного округу в чині губернського секретаря.
Помер у військовому поселенні Кремінній.

### Родина
Наречена (до засудження) — Рукевич Корнелія Іванівна. Вона проходила у справі Товариства військових друзів. 22 травня 1827 року Корнелія була заточена в Бригітський дівочий монастир у м. Гродно. 
Дружина (з весни 1842) — Берта Борисовна Ельзінгк. Мав сина, який помер у 10 років.